# Orphée (Moreau)
Pour les articles homonymes, voir Orphée (homonymie).
 (novembre 2023).
Si vous disposez d'ouvrages ou d'articles de référence ou si vous connaissez des sites web de qualité traitant du thème abordé ici, merci de compléter l'article en donnant les références utiles à sa vérifiabilité et en les liant à la section « Notes et références ».
Orphée (ou Jeune Fille thrace portant la tête d'Orphée) est un tableau réalisé par Gustave Moreau en 1865 et conservé aujourd'hui au Musée d'Orsay à Paris. Cette peinture possède une place importante dans l’œuvre de Moreau car elle fait partie de ses premiers succès et elle lui a valu d'être reconnu par les cercles officiels.
À rebours des peintres réalistes et impressionnistes qui rejetaient l'art académique ainsi que ses représentations galvaudées de scènes historiques et mythiques, Gustave Moreau fut de ceux qui préférèrent réinventer cette approche notamment à travers ce tableau.

## La légende  d'Orphée
Gustave Moreau s'inspire du mythe d'Orphée pour cette toile. Célèbre poète de Thrace connu pour son talent musical, Orphée était capable de charmer aussi bien les êtres vivants que les arbres ou même les pierres. Cependant, il fut tué pour avoir rendu furieuses les Ménades, disciples de Dionysos qu'il avait par malheur charmées. Il fut alors écartelé et ses restes furent jetés dans l'Hèbre. Voguant sur les eaux, sa tête continua à chanter d'une voix plaintive.

## Le tableau d'école
Avec Orphée, Moreau réinvente la mort du poète pour stimuler l'imagination du spectateur. La tête d'Orphée n'est plus vouée au torrent mais elle est récupérée par une jeune fille de Thrace au regard mélancolique et parée d'atouts orientaux. Dans un décor onirique, la tête repose sur la lyre du poète et ne semble faire plus qu'un avec elle. Les visages des protagonistes se ressemblent étrangement, tous deux comme absorbés dans une même contemplation.
La scène, à la teinte crépusculaire sur fond de paysages fantastiques, frappe par la sensation d'apaisement qu'elle dégage. Apaisement qui succède à l'horreur du supplice qu'Orphée vient de subir. La douceur et le calme des visages dissipent mystérieusement la morbidité de la situation. Cette vision d'Orphée rappelle l'image de l'artiste maudit, conspué de son vivant mais célébré après sa mort.
On pressent la naissance d'un univers semi-fantastique aux atmosphères inquiétantes et aux charmes ambigus. Le style de Moreau, qui atteindra sa maturité vers 1870, semble prendre racine dans ce tableau : un clair-obscur dors, une composition complexe, un climat sensuel et mystique. Orphée ouvre la voie au symbolisme pictural dont Moreau sera l'un des peintres les plus importants.